# Salim Kipkemboi
Salim Kipkemboi (Eldoret, 30 november 1998) is een Keniaans voormalig wielrenner die van 2017 tot 2022 reed voor Bike Aid.

## Carrière
In juli 2017 werd Kipkemboi tweede in het jongerenklassement van de Sibiu Cycling Tour. Een maand later werd hij zevende in het door Willie Smit gewonnen eindklassement van Tour Meles Zenawi.
In januari 2018 werd Kipkemboi tiende in het eindklassement van La Tropicale Amissa Bongo, waarmee hij tweede werd in het jongerenklassement. Later die maand behaalde hij zijn eerste profoverwinning: in de derde etappe van de Ronde van Sharjah versloeg hij zijn medevluchters Thomas Lebas, Javier Moreno en Davide Rebellin in een sprint met vier. Zijn overwinning kwam elf jaar nadat Chris Froome in de tweede etappe van de Ronde van Japan van 2007 zorgde voor de laatste Keniaanse UCI-zege. In de laatste etappe raakte hij de leiding in het puntenklassement kwijt aan Jakub Mareczko. De winst in het jongerenklassement stelde hij wel veilig.

## Overwinningen
2018
3e etappe Ronde van Sharjah
Jongerenklassement Ronde van Sharjah

## Ploegen
- 2017 –  Bike Aid
- 2018 –  Bike Aid
- 2019 –  Bike Aid
- 2020 –  Bike Aid
- 2021 –  Bike Aid
- 2022 –  Bike Aid

Beck · Bichlmann · van Engelen · Habtom · Holler · Kangangi · Kipkemboi · Langat · Lechner · Mengis · Rugg · Schäfer · Schnapka · Teshome · Thömel · Kagimu (stagiair) · Kiplagat (stagiair)
Abraham · Bichlmann · Carstensen · van Engelen · Holler · Kagimu · Kangangi · Kipkemboi · Langat · Lechner · Schäfer · Schnapka · Teshome · Thömel